# Ogród zoologiczny w Moskwie
Ogród zoologiczny w Moskwie (ros: Московский зоопарк) – ogród zoologiczny o powierzchni 21,5 ha założony w 1864 przez grupę profesorów-biologów, K.F. Rulje, S.A. Usowa i A.P. Bogdanowa, z Uniwersytetu Moskiewskiego. W 1919 roku zoo zostało upaństwowione. W 1922 roku został przekazany do miasta Moskwy i pozostaje pod kontrolą Moskwy do tej pory.
Kiedy po raz pierwszy zostało otwarte, zoo liczyło 286 zwierząt a jego powierzchnia miała około 10 ha. W 1926 roku zoo zostało rozszerzone na sąsiednie ziemie, zwiększając powierzchnię do 18 ha. Oryginalne budynki Zoo były drewniane, zbudowane w starym, rosyjskim stylu w skomplikowanym wykończeniem drewnianym.
W 1990 roku zoo zostało odnowione. Znanym dodatkiem jest nowe wejście główne w kształcie dużego zamku skalnego, i kładką, która połączyła stare (1864) i nowe (1926) części zoo. Przed budową kładki dla pieszych, zoo działało jako dwa „odrębne zoo”, ponieważ Bolszaaa Gruzinskaja ulica dzieliła części.
Ponadto zoo zostało poszerzone jeszcze raz. Nowe eksponaty zostały otwarte: w tym akwarium, ptaszarnia, stworzono wystawę nocną, wybieg lwów morskich i sekcję na rzecz dzieci. Wodospady i strumienie zostały dodane by dodać zoo bardziej naturalny charakter.
Moskiewskie zoo posiada ponad 6000 zwierząt reprezentujących około 1000 gatunków i obejmuje obszar około 21,5 ha. Zoo pracuje nad zachowaniem zwierząt, badaniem, karmieniem i rozmnażaniem i rzadkich ras zagrożonych gatunków.

## Galeria

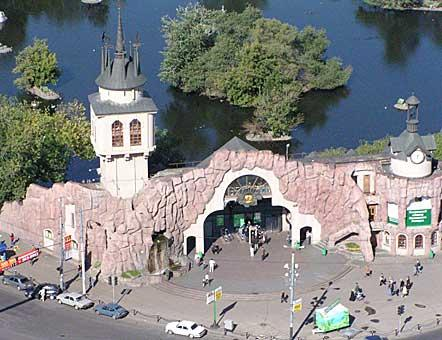
Brama wejściowa z lotu ptaka
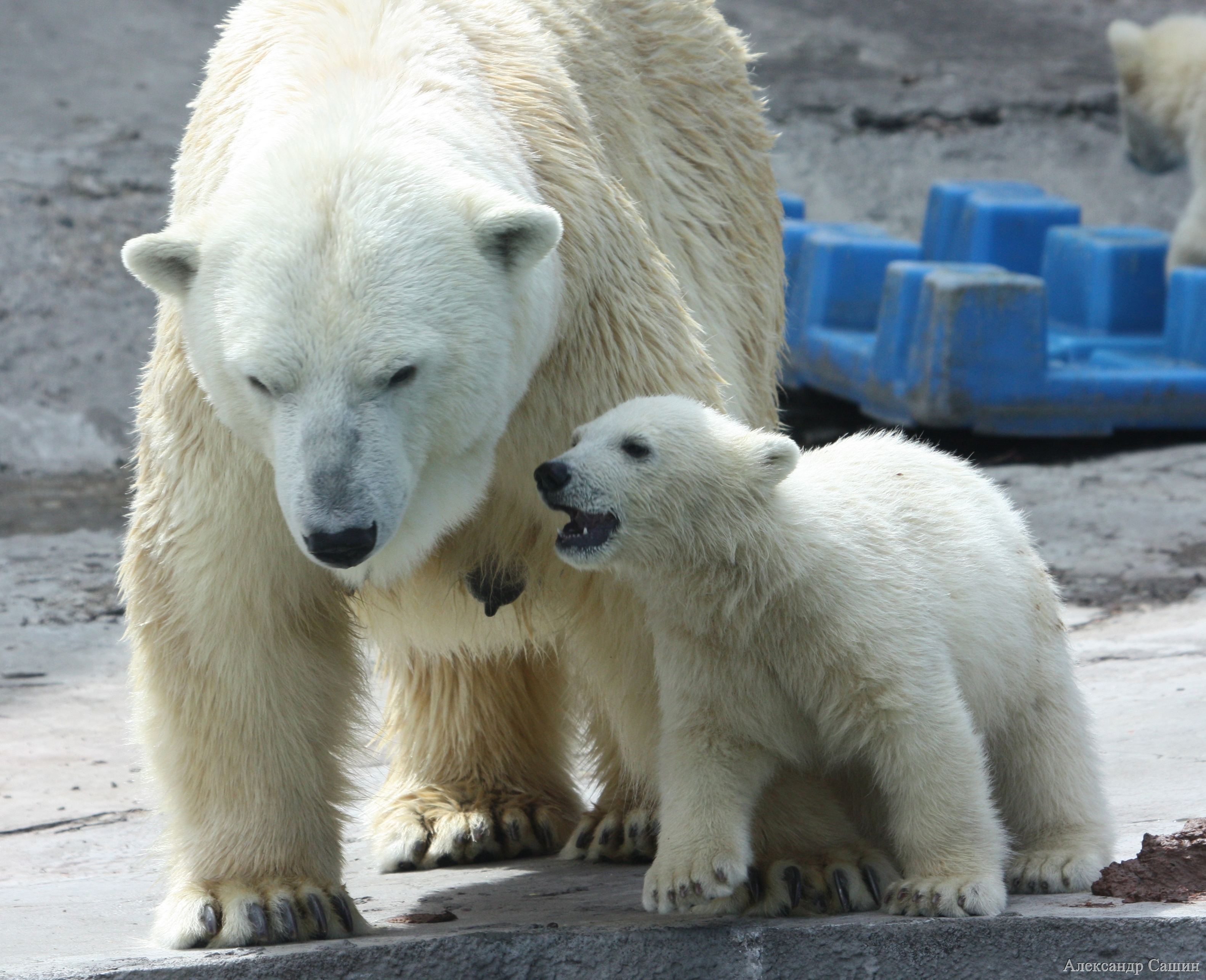
Niedźwiedzie polarne w zoo
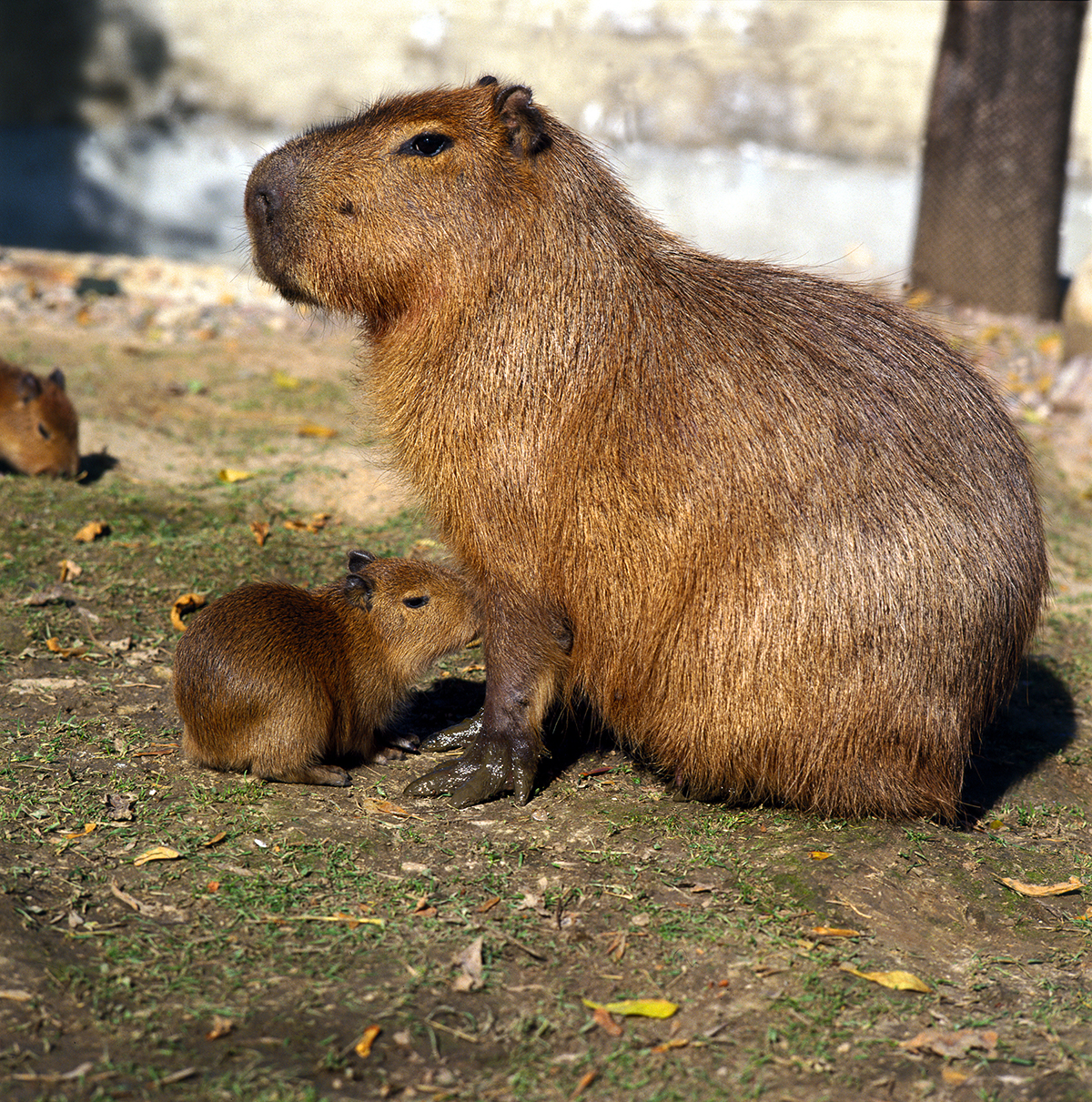
Kapibara z młodym
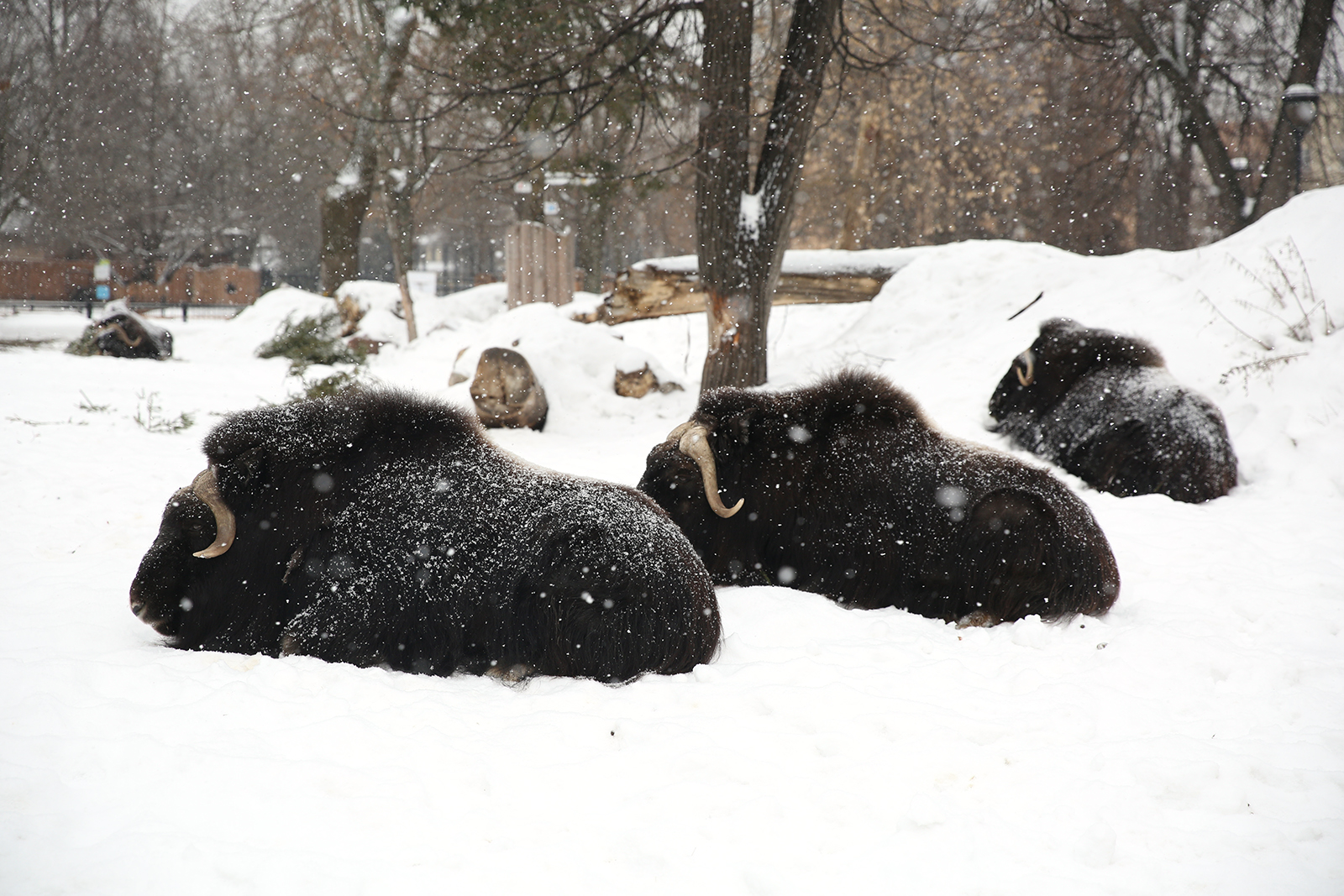
Woły piżmowe w zimie
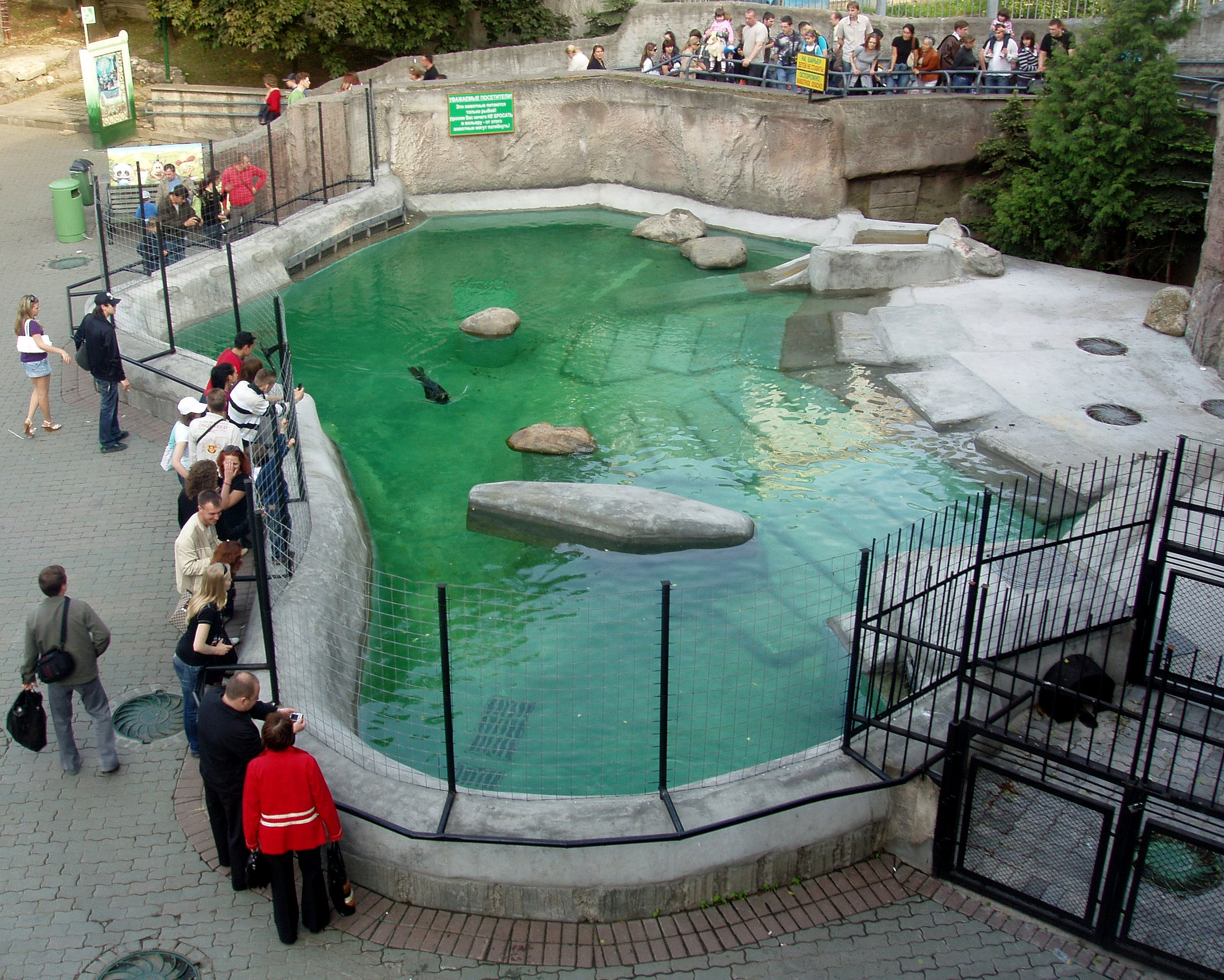
Wybieg dla lwów morskich

## Znaczki pocztowe
W roku 1964 poczta rosyjska emitowała specjalną serię znaczków ze zwierzętami tutejszego zoo. Nakład opierał się na 15 gatunkach zwierząt.

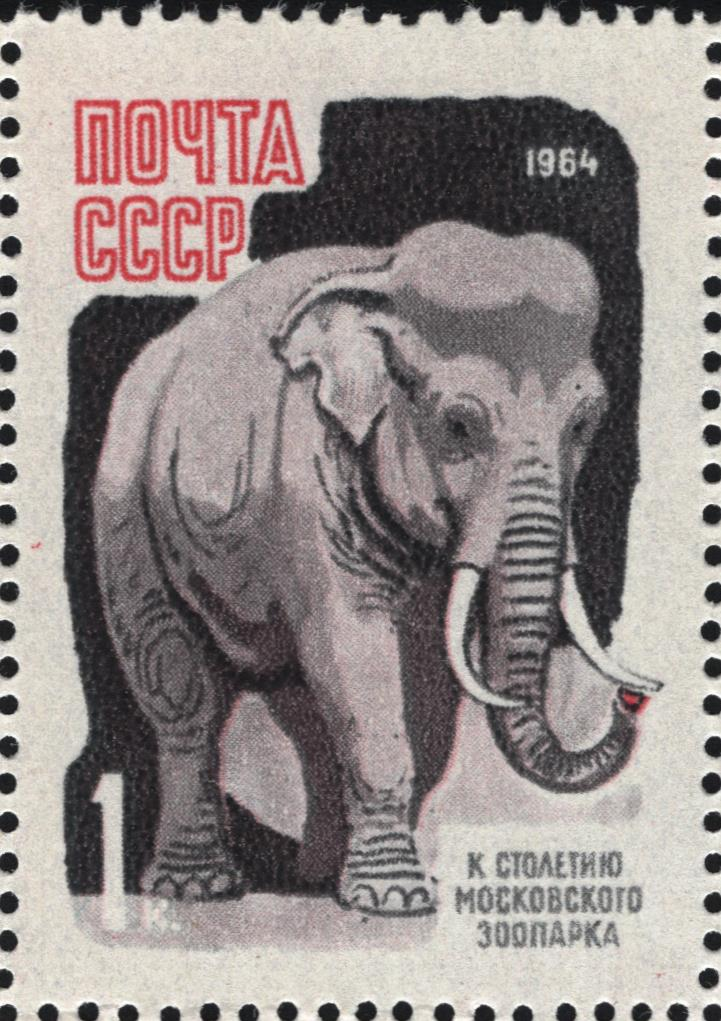
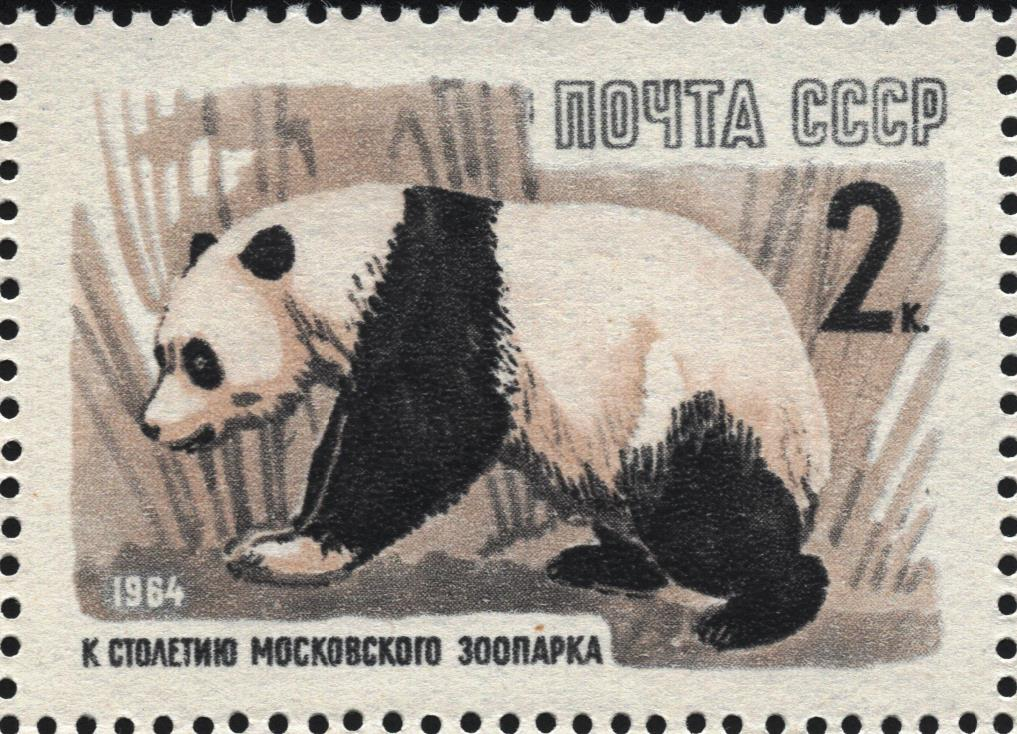
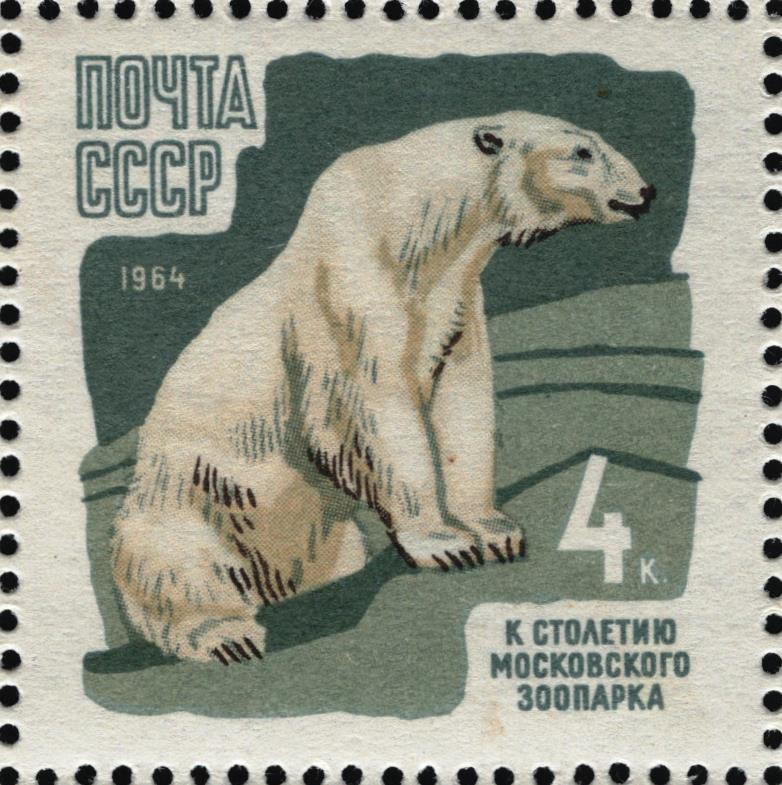
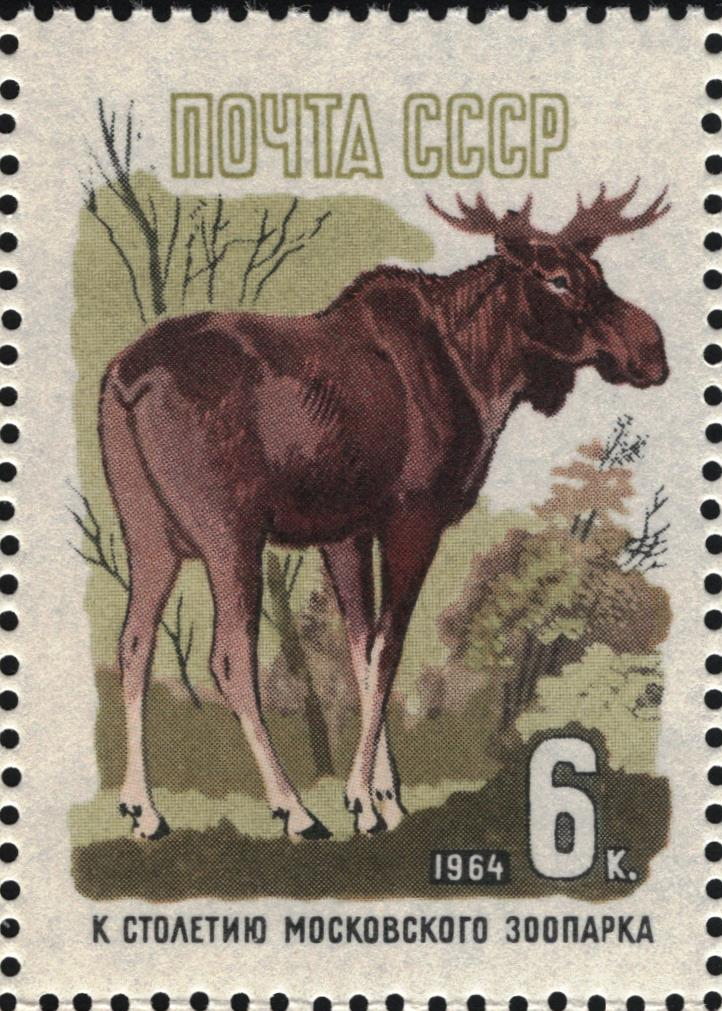
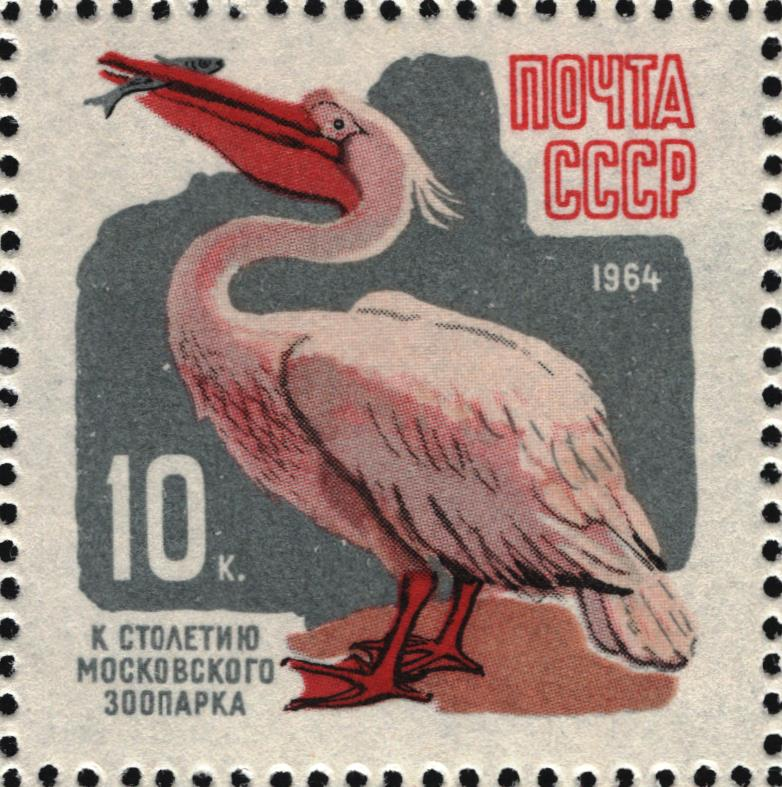
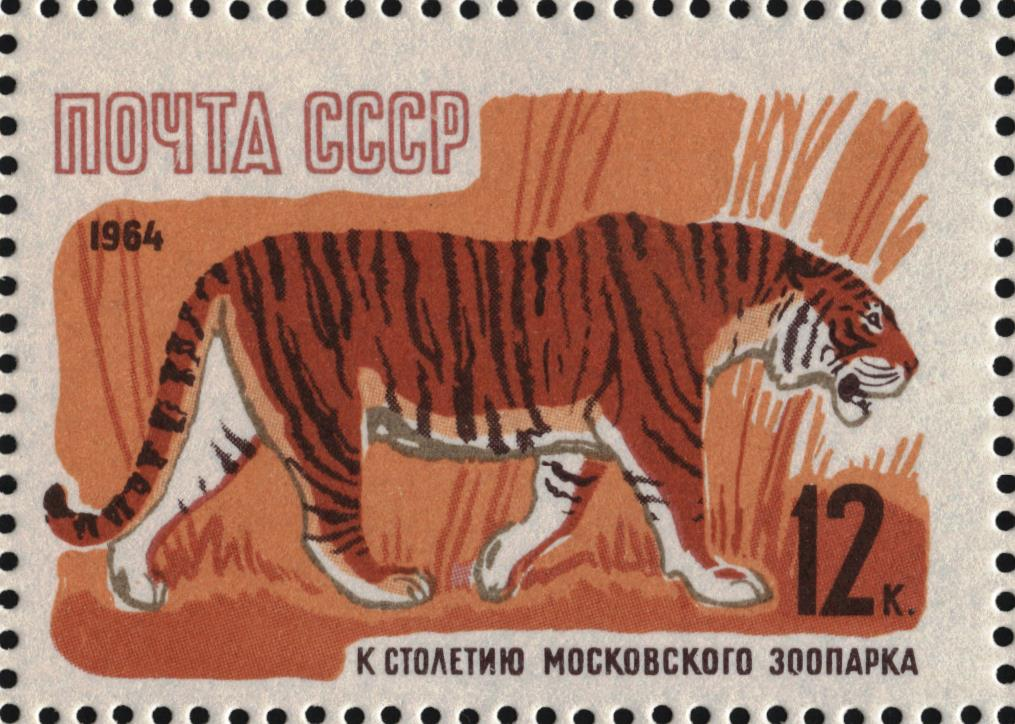
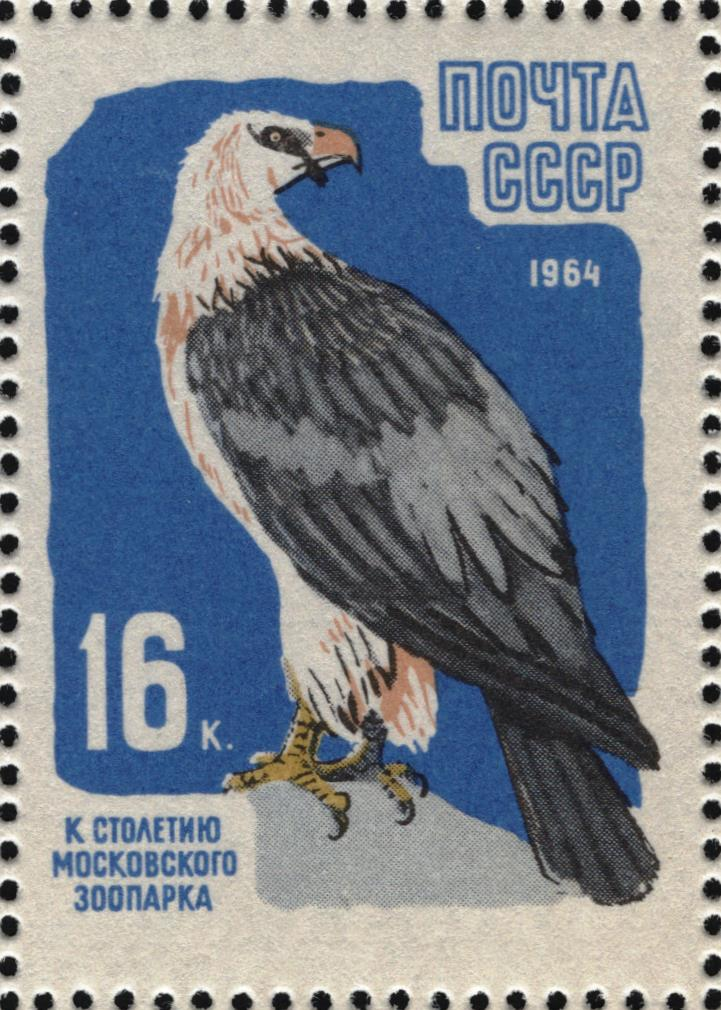